# Rhytidocaulon ciliatum
Rhytidocaulon ciliatum är en oleanderväxtart som beskrevs av P. Hanacek och M. Ribinek. Rhytidocaulon ciliatum ingår i släktet Rhytidocaulon och familjen oleanderväxter. Inga underarter finns listade i Catalogue of Life.